# Forqueta (náutica)
A forqueta, em náutica, é um peça de madeira ou metal em forma de Y onde se apoia o remo. Roda em torno do seu pé para permitir que o remo se desloque da frente para trás em relação à posição do remador. O seu nome provem de bifurcado .

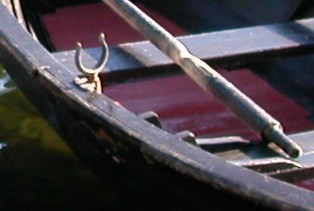
Notar o remo gasto da forqueta

Posiciona-se geralmente no bordo do barco, mas nas embarcações de competição a remo muito estreitas, tipo Skiff, fixa-se numa peça triangular fora da embarcação. 